# إيلا غينز ييتس
إيلا غينز ييتس (بالإنجليزية: Ella Gaines Yates)‏ هي أمينة مكتبة أمريكية، ولدت في 14 يونيو 1927، وتوفيت في 27 يونيو 2006.